# 保罗·格里芬
保罗·阿瑟·格里芬（英語：Paul Arthur Griffin，1954年1月20日—），美国NBA联盟前职业篮球运动员。他在1976年的NBA选秀中第5轮第74顺位被新奥尔良爵士选中。